# Strabane
Strabane (en gaélico irlandés An Srath Bán) es una villa de Irlanda del Norte, en el condado de Tyrone, en la provincia del Úlster.  Está situada al margen este del río Foyle, que marca frontera con la República de Irlanda (ciudad de Lifford), y se encuentra equidistante entre Omagh, Derry y Letterkenny.

## Demografía
Strabane es clasificada como "ciudad mediana". Su composición es la siguiente:
- 27'6% menores de 16 años y 13'7% mayores 60.
- 51'1% de la población es masculina y el 48'9% es femenina
- 93'3% son católicos irlandeses y el 6'1% son protestantes.
- 5'7% de la población de 16–74 están en paro.
- 99'3% de la población son blancos étnicos.

## Situación del irlandés
Strabane tiene una guardería en irlandés Naíscoil an tSratha Báin, fundada en 1994, y una Gaelscoil (escuela primaria).

## Historia reciente
Strabane había tenido el honor dudoso de tener la tasa de paro más alta del mundo industrial, en el punto más álgido del conflicto de Irlanda del Norte. Es una de las ciudades económicamente más desfavorecidas en el Reino Unido.
En agosto de 2005 un programa de Channel 4 presentados por los expertos en la propiedad Kirstie Allsopp y Phil Spencer clasificaron Strabane en el octavo peor lugar para vivir en el Reino Unido, por la alta tasa de paro. Strabane se movió fuera del top 20 en la edición de 2007.

### "The Troubles"

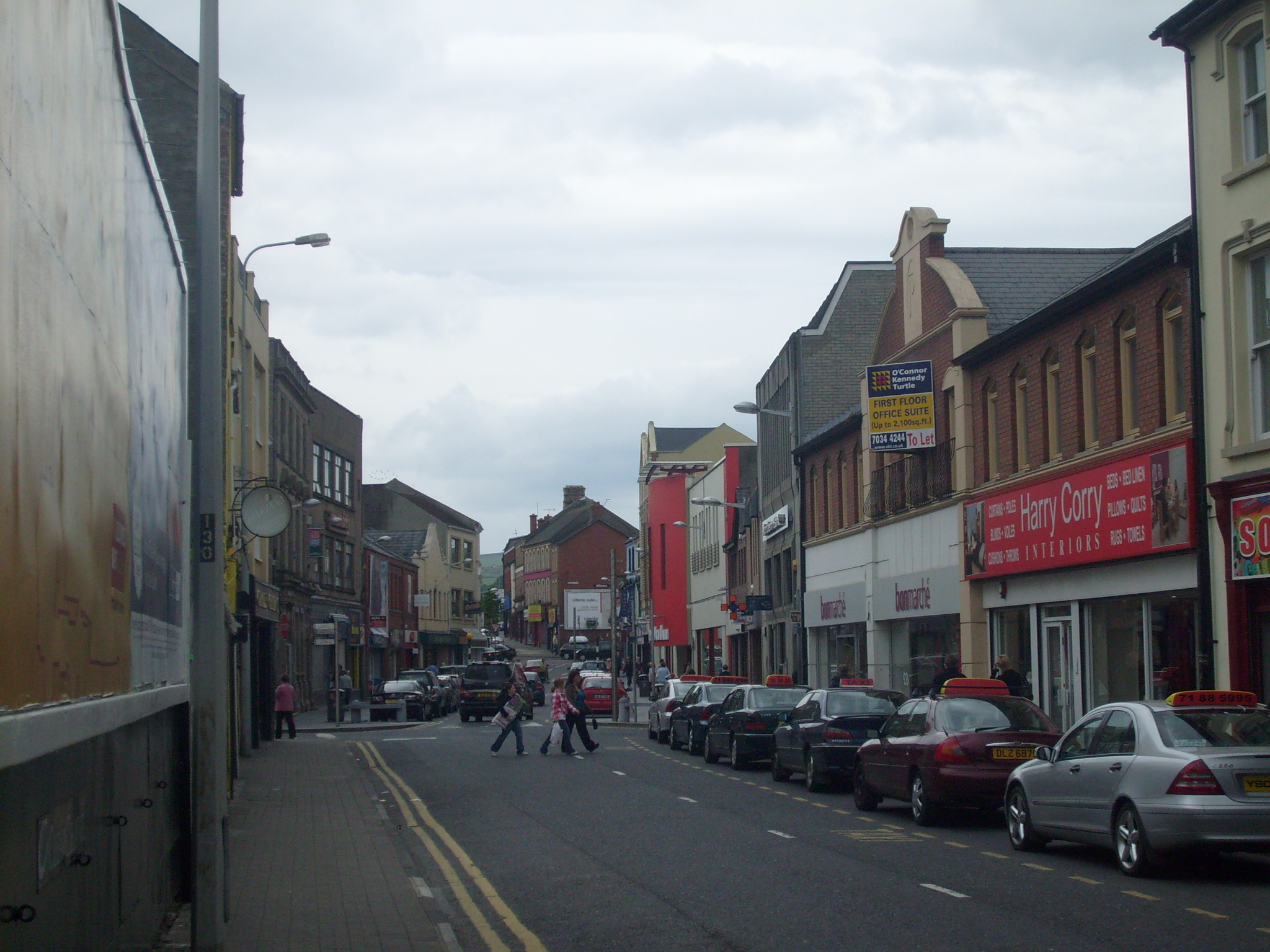
Calle principal de Strabane

Strabane sufrió grandes daños durante el conflicto de Irlanda del Norte, a partir de la década de 1970 y hasta finales de la década de 1990, con bombas y tiroteos: los grupos paramilitares republicanos irlandeses, principalmente la IRA Provisional, atacó regularmente en la ciudad las unidades y bases del Ejército Británico y de Royal Ulster Constabulary. Strabane fue durante aquellos años la ciudad más bombardeada de su dimensión en Europa y era la ciudad más bombardeada en Irlanda del Norte. Muchos civiles y miembros de las fuerzas de seguridad murieron o fueron heridos durante el conflicto.
Muchos regimientos del ejército británico de Inglaterra, Escocia y Gales sirvieron a Strabane en varias ocasiones durante los disturbios. Ya no hay una presencia permanente del Ejército a la ciudad.

## Política
En las elecciones municipales de mayo de 2011 los miembros del Consejo de Distrito de Strabane fueron escogidos por los siguientes partidos políticos: 8 Sinn Féin, 4 Partido Democrático Unionista (DUP), 1 Social Democratic and Labour Party (SDLP), 1 Partido Unionista del Úlster (UUP) y 2 independientes nacionalistas. El actual presidente del consejo es Michaela Boyle (Sinn Féin), la segunda regidora al ocupar el cargo de presidente. El área del consejo de distrito Strabane tiene una superficie de 861,6 km² y según el censo de 2001 tenía una población total de 38 250 habitantes.
Desde 1997 Strabane es parte del distrito electoral para las elecciones en Westminster de Tyrone West, que ocupa desde 2001 por el Sinn Féin, Pat Doherty. De 1983 a 1997 formó parte de la circunscripción de Foyle, que ocupó durante este tiempo el entonces líder del SDLP John Hume.

## Hermanamientos
- Zeulenroda-Triebes,  Alemania

## Personajes ilustres
- Flann O'Brien, escritor

## Galería de imágenes

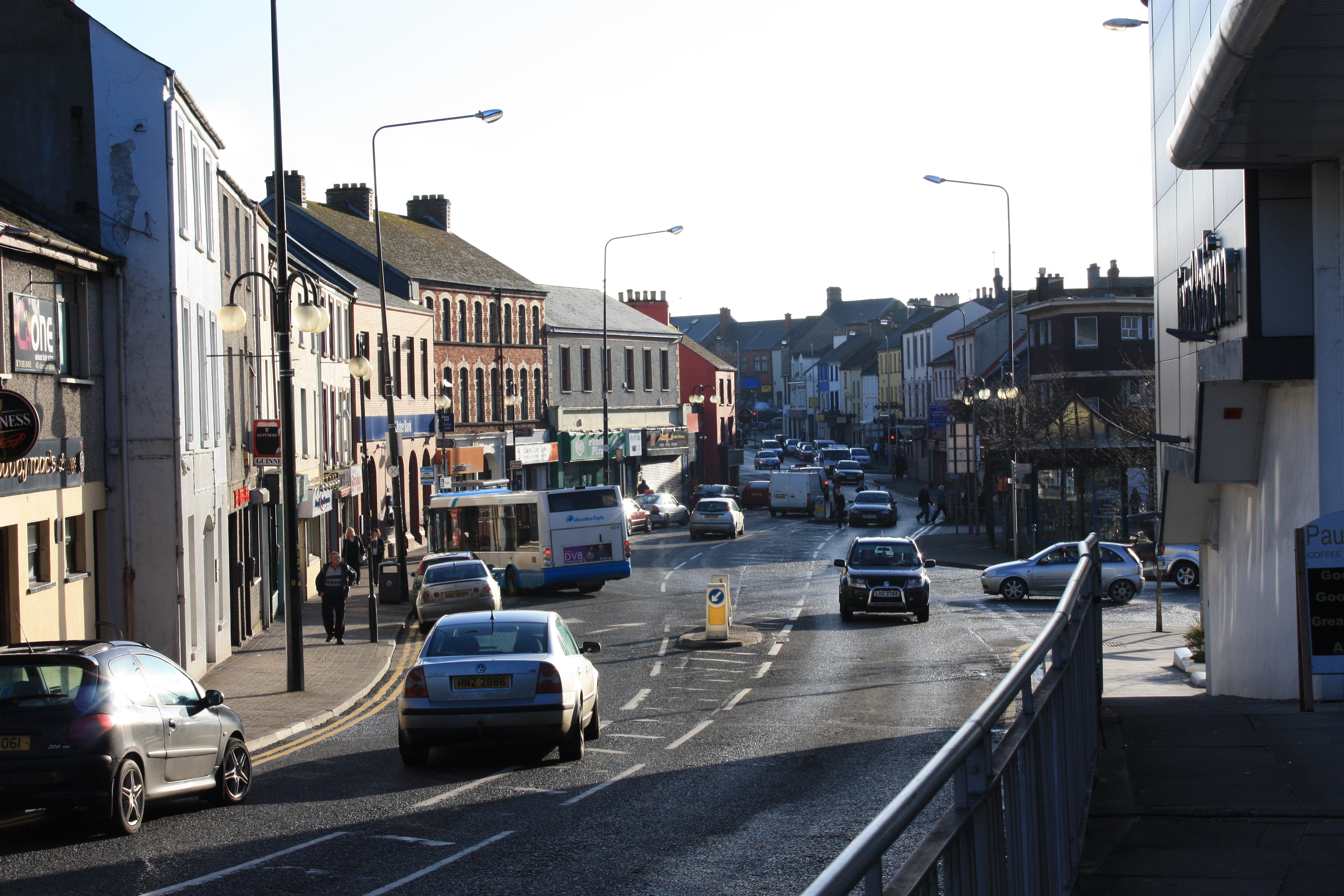
Plaza Abercorn
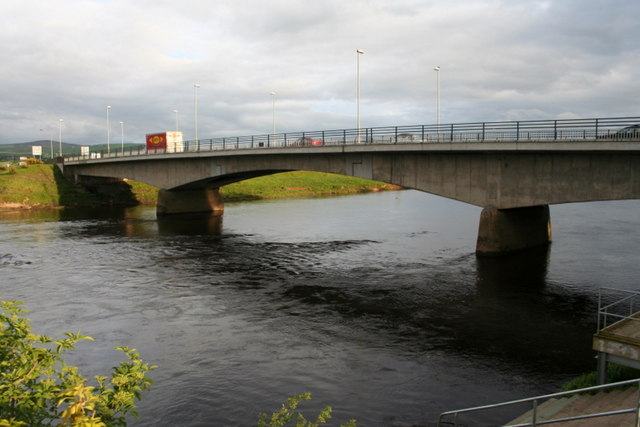
Puente sobre el Foyle
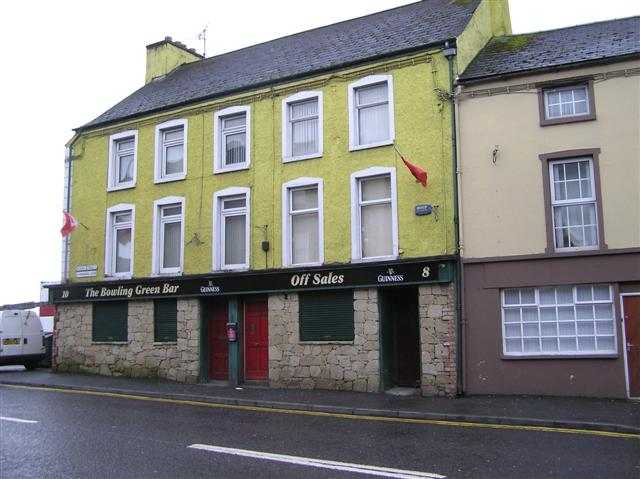
Bowling Green Bar